# Van Marle en de Sille

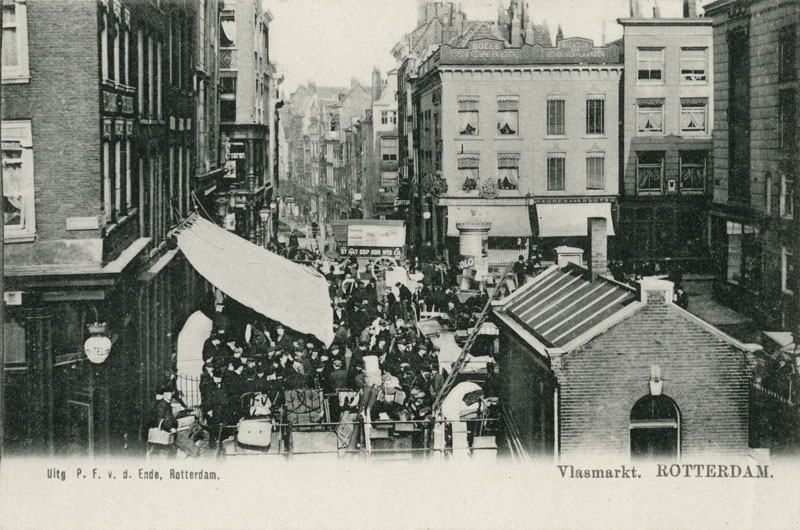
Naast het veilinghuis van Van Marle en de Sille was op de Vlasmarkt ook de Rotterdamse "luizenmarkt" te vinden. Ook die werd in 1924 verplaatst. Zonder markt en veilingen werd de vooroorlogse Vlasmarkt een veel minder bedrijvige plaats.

Van Marle en de Sille was een veilingbedrijf in de Nederlandse stad Rotterdam waarin van 1825 tot het overlijden van Ludwig van Marle in 1929 altijd een lid van de familie van Marle werkzaam was. 

## Geschiedenis
In de vroege jaren 1810 organiseren de gebroeders van Rijp in hun Vendu-kantoor aan de Vlasmarkt zowel als in “het Venduhuis der Notarissen en Griffiers op de Gelderschekaay” te Rotterdam. “publieke verkoopingen” (veilingen). Op 18 maart 1825 draagt Petrus Eliza van Rijp, als enige nog in het bedrijf werkende broer, het vendu-kantoor en zijn activiteiten als veilingmeester en "waardeerder" (taxateur) over aan Gijsbertus Martinus van Marle en Abraham van den Abeele, waarmee de firma "Van Marle en van den Abeele" een feit is. Tot eind 1849 blijft de firma onder deze naam actief in het Venduhuis aan de Vlasmarkt en in het “Locaal der Publieke Verkoopingen” op de Geldersekade.
In januari 1850 verandert de naam, door toetreding van een nieuwe firmant in "Van Marle en de Sille".
Het bedrijf blijft vervolgens een aantal generaties van Marle de activiteiten voortzetten op de Vlasmarkt en in het Notarishuis. In september 1924 verhuist het bedrijf naar de nieuwe locatie van het Notarishuis aan de Wijnstraat 35. Bij de opening daarvan, op 7 oktober 1924, voert onder andere Ludwig van Marle het woord, als lid van een familie die al bijna honderd jaar aan het Notarishuis verbonden is.
In 1925 viert het bedrijf het honderdjarig bestaan op de verjaardag van de laatste van Marle die voor het bedrijf werkzaam is en op dat moment ook de enige firmant. Na het overlijden van deze van Marle, eind 1929, overleeft het bedrijf nog zes crisisjaren maar eind 1935 wordt in advertenties aangekondigd dat in 1936 een ander bedrijf de veilingen voor het Vendu-Notarishuis zal organiseren. Van Marle en de Sille wordt eind 1935 "ontbonden om redenen van internen aard". Veel werknemers worden overgenomen door de "N.V. Vendu-notarishuis", die per 1 januari 1936 het "vendubedrijf in het Notarishuis" is. Ook de directeur van deze opvolger is afkomstig bij "Van Marle en de Sille" waar hij kort daarvoor zijn 25-jarig jubileum viert.
Mogelijk zijn werknemers die niet in dienst treden van de nieuwe N.V. betrokken bij het oprichten van een nieuw bedrijf samen met N.V. Verkooplocaal "De Eendracht". Januari 1936 opent het bedrijf Van Marle, de Sille en Baan de deuren. Dit bedrijf blijft nog ten minste tot eind 1941 bestaan.

## Ludwig van Marle
Ludwig van Marle werd geboren op 18 maart 1891 te Rotterdam en trouwde 1920-10-07 met Elisabeth Frederika Busscher. Bij het honderdjarig bestaan van de firma Van Marle en de Sille, op zijn verjaardag in 1925, was hij de enige firmant en vermoedelijk de laatste Van Marle die werkzaam was in het bedrijf. Bij de Rotterdamse Kunsthandel de Protector komt van Marle waarschijnlijk in aanraking met directeur Charles John Robert Bignell, het resultaat is een zakelijke samenwerking waarbij van Marle de kunsthandel overneemt en beiden samen een veilinghuis voor veilingen buiten Rotterdam beginnen onder de naam Van Marle en Bignell. Eind 1929 overleed Van Marle op 38-jarige leeftijd.